# جبل بن نيفيس
بن نيفيس هو أعلى جبل في الجزر البريطانية، ويقع في الطرف الغربي من جبال جرامبيان في الجبال الإسكتلندية بالقرب من مدينة فورت ويليام.
طول القمة 1344 متر فوق سطح مستوى البحر.
كما هو شائع بين الجبال الإسكتلندية، أن الزوار والسكان المحليين معروفون باسم «بن». إنها تجتذب ما يقدر ب 100000 صعود في السنة، حوالي ثلاثة أرباع منها  مصنوعة باستخدام مسار المهر جيدا شيدت من غلين نيفيس على الجانب الجنوبي من الجبل.لمتسلقي الجبال يجذبهم الجبل بسب انحداره ب700 متر للوجه الشمالي، بين المنحدرات الشديدة في جبال المملكة المتحدة، الجبل يؤوي المتسابقين الكلاسيكيين ومتسلقي الصخور من كل الصعوبات التي تواجههم، ويعد من المواقع الرئيسية في المملكة المتحدة للتسلق.
وقد تم تسلق هذا الجبل لأول مرة عام 1771م، ساعد ارتفاع وعلو هذا الجبل على فهم المناخ في بريطانيا، وتم ذلك في نهاية القرن التاسع عشر (19)، ولذا فهو مقصدا لعشرات الالاف من المتسلقين على جدرانه الجبلية سنويا، جبل السماء والمناطق الجبلية به هو جزء من ثلاث مساحات مختلفة ومحمية، بالإضافة إلى ذلك فان المنحدر الجنوبي والقمة مراقبان من طرف الجمعية العالمية لحماية البيئة والتي تسمى جونغ مويغ ترست (John Muir Trust).

## أصل التسمية
«بن نيفيس» أصلها اللغة الغيلية الاسكتلندية، «بيين نفييس» (بالإنجليزية: Beinn Nibheis)‏، «بيين» الكلمة الأكثر شيوعا والتي تعني «جبل». «نيفييس» مفهومة بطرق مختلفة، على الرغم من الكلمة تترجم عادة بأنها «خبيث» أو «السام».وهناك تفسير بديل بأن «بيين نيفييس» مستمدة من «بيين نيميه-فاثيس» (بالإنجليزية: beinn nèamh-bhathais)‏، من نيميه «السماء والغيوم»، ومن فاثيس «قمة رأس الرجل»، وعندما تترجم حرفيا تصبح «الجبل بقمته في الغيوم»، على الرغم من «جبل السماء» هو اسم كثيرا ما يمنح للجبل.

## الجغرافيا
بن نيفيس يشكل مسيف مع جاره في الشمال الشرقي، كارن مور ديرغ، الذي يتم ربطه من نتوء صخري في جبل كارن مور ديرغ.كلا الجبلين من بين تسعة جبال في اسكتلندا أرفع من 1200 متر.

### الموقع

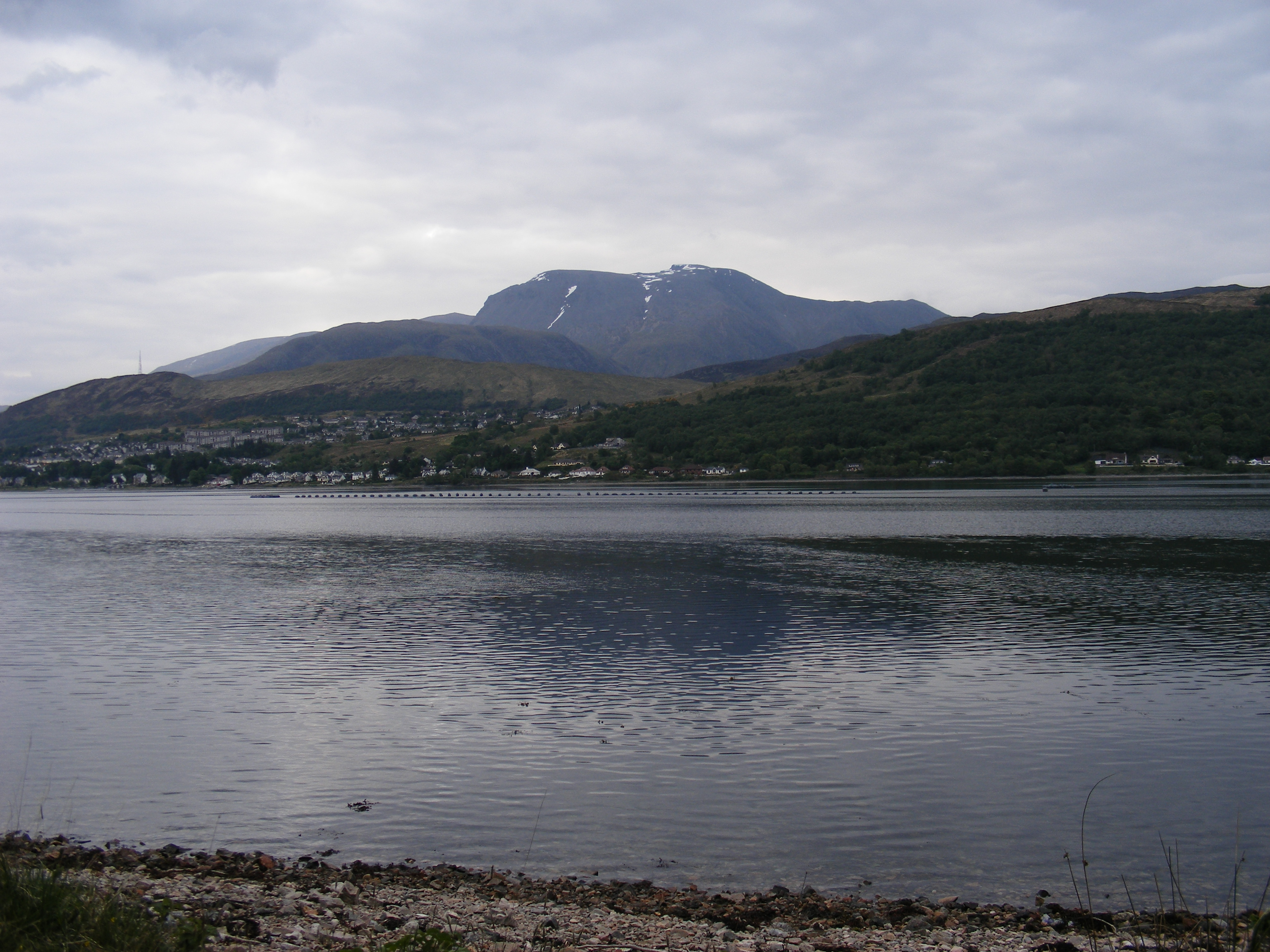
منظر بن نفيس من مدينة فورت ويليام

جبل السماء هو قمة جبال جرامبيان في وسط غرب اسكتلندا، فهو سلسلة جبلية بمتوسط ارتفاع يجعله يفصل بين السهول والهضاب طبيعيا. وهو اعلى ذروة للجزر البريطانية بارتفاع 1344 متر، بالرغم من هذا توجد عدة جبال تتجاوز ارتفاعها منها: جبل باغيت " paget" في جنوب جورجيا وهو أعلى قمة في المملكة المتحدة ب 2 935 متر.
يقع جبل السماء على بعد 6 كيلومترات من الجنوب الغربي لمدينة فورت ويليام و95 كم من الجنوب الغربي لمدينة انفيرنيس " Inverness " وعلى بعد 110 كم على الشمال الغربي لغلاسكو "Glasgow "، وعلى بعد 120 كم من الشمال الغربي لمدينة أدنبرة.
جبل السماء يجاورها من جهة الشمال الشرقي على الحافة كارن مور دراغ، فهي تشكل سلسلة من التلال الجبلية حيث تعتبر هي وجبل كارن مور دراغ اعلى قمتين من بين تسع جبال في اسكتلندا التي يزيد ارتفاعها عن 1219.2 م أي أكثر من 4000 قدم.
وفي الشمال الشرقي أيضا تعتبر من بين 283 قمة في اسكتلندا وتمتد على الاقل ب 914,4 متر أو 3000 قدم
، وهي واحد من بعض الجزر البريطانية التي يزيد ارتفاعها عن 150 متر.
جبل السماء يعطي منظرا واسعا جدا للمنطقة المحيطة بها، حيث يمكننا رؤية الكثير من التلال مثل: تل كويلين، جزيرة اران يصل عرضها إلى 190 كم، تل بن لوموند، تل توريدون، تل مورفون في مدينة كيثينيس.

### التضاريس

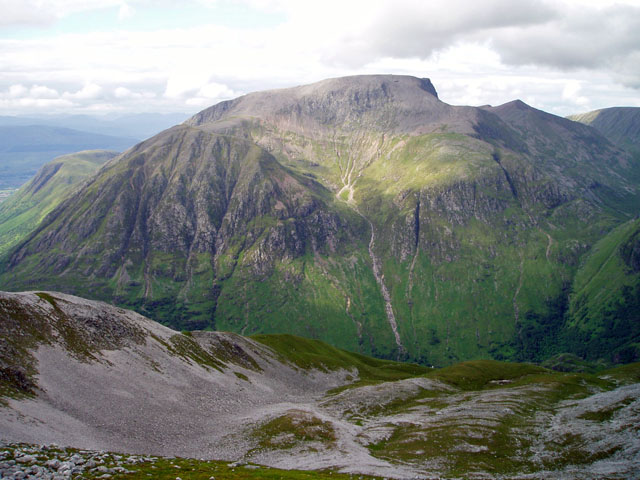
منظر بن نفيس من الجهة الجنوبية

نرى من جهة جنوب جبل السماء جناحين الغربي والجنوبي على ارتفاع 12000 م وعلى مسافة 2 كم من اسفل غيلين نيفيس. مما يجعله أكثر طولا وانحدارا من المملكة المتحدة، في الشمال ومن ناحية أخرى المنحدرات تنخفض ب600 متر في كوار لييس، هذا السيرك الجليدي هو ملجا تذكاري لشارلز انجليز كلارك، فهو ملجا يقع على ارتفاع 680 متر الذي ينتمي إلى نادي جبال الالب الاسكنلندي
 ويستخدم كنقطة انطلاق للعديد من المتسلقين من الناحية الجنوبية للجبل.
إن قمة جبل السماء ترتفع على 1344 متر وتضم هضبة صخرية واسعة باربعين 40هكتار. تتميز هذه القمة بوجود ركام من الحجارة تستند على محطة مثلثية المساحة، بني مأوى الإغاثة في الجزء العلوي من اجل المتنزهين. وعلى الرغم من ان قاعدته اقل من القمة الا انها تتجاوزها ببضعة ملمترات، نشير بأنه قد بني اثار القتلى لضحايا الحرب العالمية الثانية بالقرب من المرصد السابق.
يمتلك جبل السماء بالإضافة إلى قمته الرئيسية قمتين ثانويتين المحددتين في قائمة مونوروس وكلاهما تسمى كارن دراج الأولى هي الأكثر علوا اذ تبلغ ذروتها ارتفاعا يقدر ب 1221متر حيث تقع في الشمال الغربي مع بن نفيس نفسها بمنطقة فورت ويليام، أما الثانية فارتفاعها 1020 متر. تفصل على منحدر الجنوب الغربي لجبل السماء التلة الصغيرة ميل تي سويد (711 م) والتي تقع بالغرب وهي مفصولة بالعمود الموجود في بحيرة لوخ الصغيرة.وهو الطريق الأكثر شعبية للصعود إلى جبل السماء على طول هذا التل قبل المنحدر الغربي للقمة.

### الجيولوجيا
جبل السماء يتكون اساسا من الصخور البركانية التي يرجع تاريخها إلى العصر الديفوني بانجلترا (نحو 400 سنةBP)، والتي يعاد تركيبها من خلال les micaschistes المحيطة بها.هذه الاختراقات تاخذ شكل سلسلة من السدود المتحدة المركز، الحلقة الداخلية منها معروفة باسم «الجرانيت الداخلية»، تشكل الجزء الأكبر من المنحدر الجنوبي.فوق بحيرة لوخ، وعلى الحافة القريبة المتصلة بكران مور دارغ وبحيرة لوخ، ·   · . تتكون من حلقة خارجية أو الجرانيت الخارجي (لونه احمر).
إن قمة القبة تتالف من منحدرات في الشمال والتي تتكون من الحمم البركانية والبازلتية لذا نجد أن الجبل قد تآكل بشدة بسبب الجليد.

### المناخ

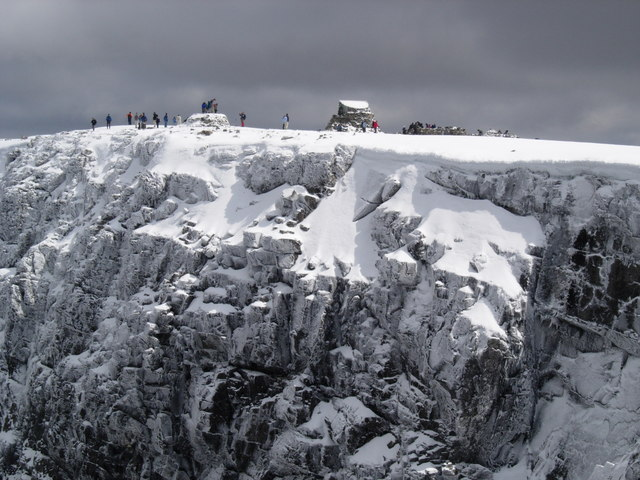
منظر القمة الجليدية في ماي 2006

جبل السماء قريب من البحر وتضاريسه مسؤولة عن الظروف المناخية القاسية التي تسود كثيرا في القمة. حيث بينت الملاحظات التي اجريت ما بين 1883 و 1904 انها محاطة بالضباب 80% في وقت نوفمبر وجانفي، و 55 % في ماي وجوان.مع أن متوسط درجة الحرارة حوالي−5 °Cفي الشتاء.و −0,5 °C على مدار السنة.
هطول الأمطار في جبل السماء يكون مرتين في الشتاء بكميات معتبرة أقل مما هو عليه في الربيع والصيف. اما الثلوج فهي موجودة في الجزء العلوي على مدار السنة تقريبا. وخاصة في الأخاديد من الناحية الشمالية حيث يستمر تساقطها إلى غاية سبتمبر وفي بعض الأحيان إلى غاية التساقط الجديد للسنة الموالية.

## الأحياء

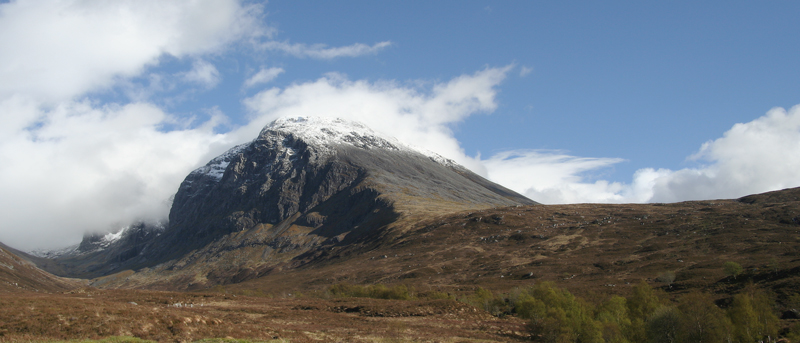
صورة للغطاء النباتي في بن نفيس

جبل السماء مغطى بالنباتات حيث نجد في الجبال المرتفعة الأراضي الزراعية وأشجار الصنوبر والبلوط القريبة من المياه. بالإضافة إلى النباتات العشبية والمستنقعات حيث يزرع فيها التوت وأنواع أخرى.
- نجد الرطوبة بين 400 و600 متر في بحيرة لوخ.
- بين 700 و 1200 متر أراضي مغطاة بالحصى اين يمكننا ملاحظة النجوم.
- على قمة الهضبة وعلى ارتفاع 1200 متر نجد بعض النباتات المزهرة الموجودة بين الطحالب والاشنيات في جهة الشمال التي تغطي الصخور والتربة بشكل كثيف.يوجد بها بعض الحيوانات كالطيور المغردة والبوم، البط، الغراب الاسود...الخ

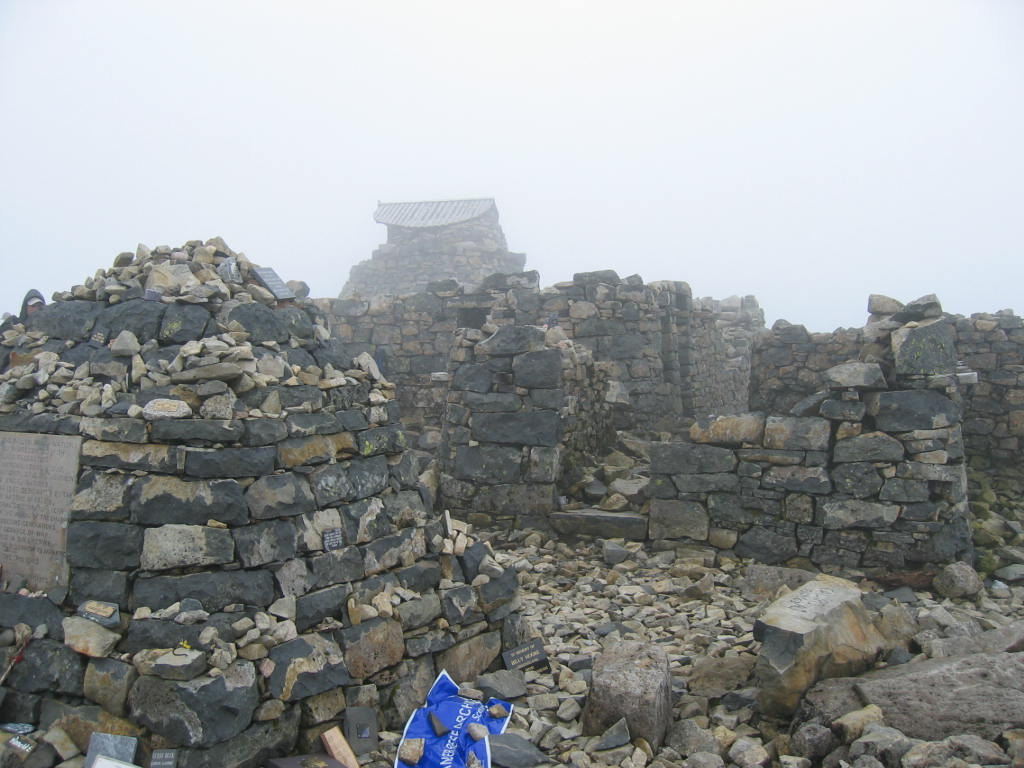
صورة قديمة لبن نفيس

## التاريخ
يعود أول أثر في المنطقة إلى أكثر من 2500 سنة.تاريخيا، جبل السماء ينتمي إلى فرع ماكسولي في قبيلة كاميرون.
كان أول تسلق إلى جبل السماء من طرف جيمسJames Robertson وذلك في 17 اوت 1771
وثان تسلق كان من طرف جون ويليام John Williams الذي قام بوصف البنية الجيولوجية للجبل. وكذلك الشاعرجون كيتس John Keats الذي تسلق عام 1818م.كانت فكرة رصد الارصاد الجوية على قمة جبل السماء من طرف جمعية الارصاد الاسكتلندية" sms" في عام 1870، في نفس الوقت الذي تم فيه بناء ارصاد جوية في المناطق المرتفعة في جميع انحاء العالم.
في صيف 1881م، كان كليمنت لندلي يتسلق الجبال يوميا وبصفة دائمة من أجل رصد الملاحظات حول المناخ، وفي 17 أكتوبر 1883 تم تدشين مرصد دائم من طرف جمعية الارصاد الاسكتلندية sms .
وفي سنة 2000 تم شراء فين العقارية بما في ذلك المنحدر الجنوبي للجبل والقمة في Duncan Fairfax-Lucy من طرف الجمعية الاسكتلندية لحماية البيئة.

## الانشطة

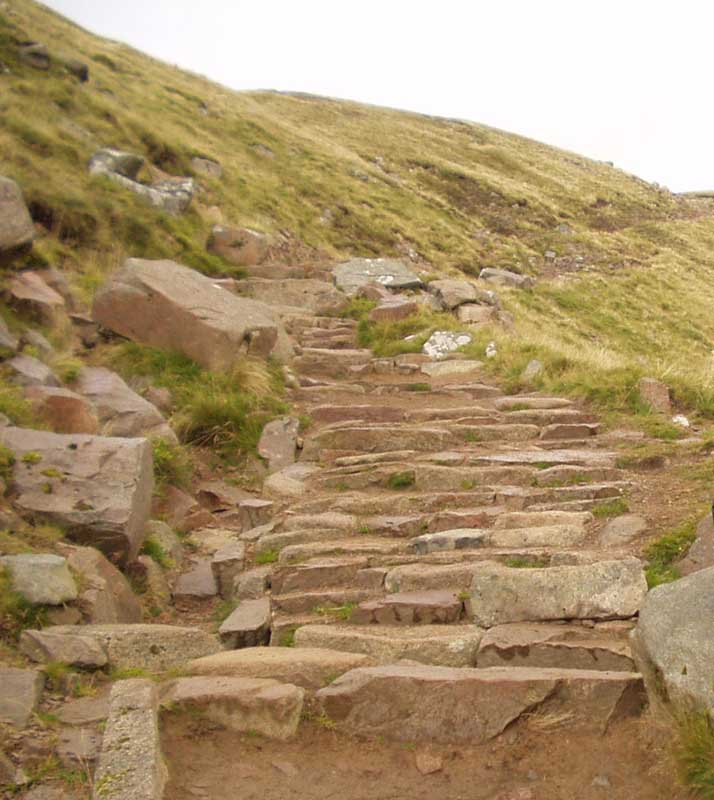
صورة لممر من الجهة السفلى لبن باث

كان جبل السماء أعلى قمة في اسكتلندا جزء من تحدي القمم الوطنية الثلاث إلى جانب كل من Scafell Pike وهي اعلى قمة في إنجلترا و Snowdonأعلى قمة في جالالس.
جبل السماء أعلى قمة في الجزر البريطانية ترى كل سنة العديد من المتسلقين ما يقارب 100000 شخص الذين ليس لديهم الخبرة الكافية للتسلق نظرا للتغيرات المناخية السريعة والمفاجئة.
بين عامي 1990 و1995 سجل 14 قتيلا. وفي سنة 1999م 25 قتيلا بالإضافة إلى 41 عملية انقاذ وهذا بسبب سوء الأحوال الجوية، والطريق المتبع نحو القمة هو طريق ثلجي لذا يجب على المتنزهين أو المتسلقين استخدام البوصلة من أجل تحديد الطريق وعدم فقدانه.
حدد طريق جبلي سياحي للصعود إلى القمة عام 1883م على الشاطئ الشرقي من غلين نفيس على بعد 2 كم من مدينة فورت ويليام وارتفاع 20 متر. حيث توجد جسور خاصة تسمح بالوصول إلى مكتب السياح والفندق من الناحية الغربية لغلين نفيس.
يوجد طريق اخر مفضل لدى ذوي الخبرة انطلاقا من تورلوندي إلى غاية شمال القمة على بعد بضعة كيلومترات من مدينة فورت ويليام على الطريق الوطني A82 ويتبع على طول Allt a' Mhuilin.
وهناك أيضا طريق آخر وهو طريق الشلالات فوق غلين إلى جنوب القمة يستخدم بشكل رئيسي من طرف ذوي الخبرة الاقل، حيث يستمر الطريق إلى غاية كاران مور دارغ فهو يحظى بشعبية كبيرة إلا أنه يتطلب اهتماما أكبر خلال الظروف الشتوية.
نظرا للأخطار التي واجهت المتسلقين نحو هذه القمة في 1990 انتقل فريق الإنقاذ من أجل مساعدة المتجولين في الأحوال الجوية السيئة.

## السباق على الارجل
يعود تاريخ السباق في جبل السماء إلى عام 1895، ويليام ساون من مدينة فورت ويليام الذي حقق أول صعود للجبل بالتوقيت الرسمي للجبل في 27 سبتمبر من نفس العام.حيث انطلق من مكتب المدينة السابق إلى غاية القمة وعاد إلى نقطة البداية خلال 2 ساعتين و41 دقيقة. وشهدت السنوات التالية سقوط قياسي لعدة مرات. ومن ثم تم عقد أول منافسة في 3 حويلية 1898 في مكاتب الاتحاد الإسكتلندي لهواة الرياضة حيث تم مشاركة 10 اشخاص. والفائز بالمسابقة كان كيندي Kennedy الذي يبلغ من العمر 21 سنة. حيث انهى سباقه في 2سا و 41 دقيقة.
تم عقد السباق في القرن الواحد وعشرين 1937 وهو يقام كل سبت في شهر سبتمبر سنويا ب 500 مشارك، خط البداية والوصول تم تحديده على ملعب كرة قدم في مدينة فورت ويليام ب14 كم في الطول و 1430 متر في الارتفاع.
بسبب الظروف البيئية القاسية تم تخصيص ملابس للسباق، والمتسابق الذي لم يبلغ القمة بعد ساعتين من الزمن عليه العودة إلى الوراء.
في 2010 تم انجاز السباق والوصول إلى القمة في غضون 1 سا و 25 دقيقة و 34 ثانية بالنسبة للرجال أما بالنسبة للنساء فقد تم في 1 سا و43 دقيقة و 25ثانية.

## تسلق الجبال

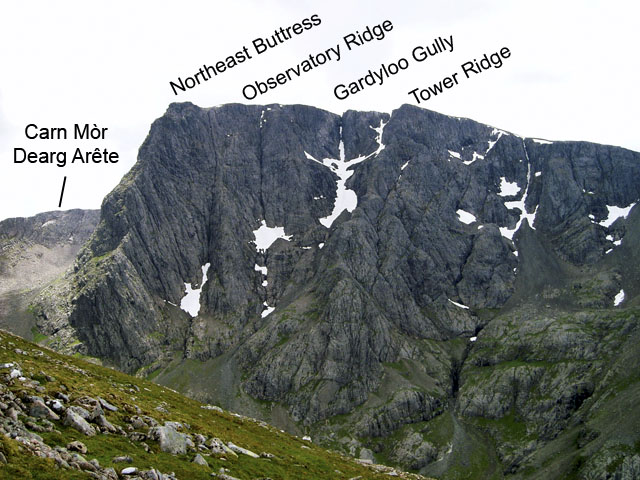
صورة للحواف الرئيسية للقمة من الجهة الشمالية

الجهة الشمالية لجبل السماء عبارة عن قطع ونتؤات وحواف وابراج مرتفعة يتم تغطيتها من قبل العديد من اجل التسلق. فهي تاخذ اهمية كبيرة بالنسبة للمتسلقين اثناء الصعود إلى القمة في الشتاء في بريطانيا الكبرى. وذلك مع العديد من الطرق الثلجية حتى نهاية شهر افريل وهي من بين المواقع المهمة في اسكتلندا التي تجذب المتسلقين الأكثر شهرة بما فيها منحدر برج ريدج.
في عام 1929 تم بناء الملجا الإسكتلندي شارلز بجبال الالب في جهة الشمال، وبسبب موقعه المنعزل استقطب العديد من المتسلقين خاصة في فصل الشتاء فهو المنتجع الجبلي الوحيد .
برج ريدج يقع في الوجه الشمالي بارتفاع 600 متر، وهو سهل التسلق .
يوجد العشرات من الطرق على طول الجهة الشمالية باكملها بما في ذلك كارن دراغ الذي يقع في القمة الشمالية الغربية .
لقد تم وضع طرق أخرى من قبل الدكتور Dr J. H. B خلال الفترة ما بين الحربين العالميتين الأولى والثانية ومن بينهم طريق Bell الذي يعتبر الأكثر طولا في الجزيرة ب 430 متر . بالإضافة إلى طريق Echo Wall من قبل Dave MacLeod حيث يعتبر اقصى طريق والأكثر صعوبة في التسلق .
الجهة الشمالية لبن نفيس هي من الاماكن المتميزة في اسكتلندا من اجل تسلق الجبال الجليدية حيث معظم الطرق مناسبة للتسلق في فصل الشتاء . بما في ذلك الحواف الرئيسية الاربعة، على سبيل المثال برج ريدج الذي يبقى مفتوح في فصل الشتاء وهذا منذ ان تم رفع مستواه في 2009من قبل النادي الإسكتلندي بجبال الالب نظرا للعديد من الحوادث في كل موسم .

## المحافظة على البيئة
في العقود الاخيرة لقد كان تاثير الإنسان على البيئة في جبل السماء كبير جدا، لذلك في 19 اوت 1980 تم إنشاء مساحات كبيرة للمناظر الخلابة في كل من جبل السماء وغلين تقدر ب 101600 هكتار. وفي عام 1988 تم مضاعفة موقع خاص بمساحة تقدر ب 9539.73 هكتار .وفي 200 تم شراء بن نفيس العقارية من قبل الجمعية الاسكتلندية وهذا من اجل المحافظة عليها. ومن خصائص جبل السماء انه يغطي مساحة تقدر ب 1700 هكتار في الجزء العلوي وعلى المنحدرات الجنوبية والقمم . واخيرا في 17 مارس عام 2005 تم إنشاء منطقة خاصة في جبل السماء للحفاظ عليه بمساحة تقدر ب9371.18 هكتار .
جون موير هي من بين التسعة جمعيات التي تمثل مجلس الشراكة لجبل السماء والتي تاسست في 2003، وهي شركة تضم أعضاء الحكومة المحلية من سكان نيفس غيلين بالإضافة إلى جمعيات متسلقي الجبال والتي تعمل على تطوير السياسة المستقبلية وعمليات الإنقاذ. تلتزم جمعية جون موير تحسين الأعمال البيئية من اجل استقبال السياح في جبل السماء وتشمل مشاريع صيانة وتحسين الممرات ووضع استراتيجيات خاصة لادارة السياحة.
هناك بعض اللوحات التذكارية المثبتة بشكل فردي مثيرة للجدل خاصة اثار الموتى لضحايا الحرب العالمية، وفي اوت 2006 اعلنت الجمعية ازالة هذه اللوحات وحرصت على تحويلها ان امكن ذلك وكان هذا عن طريق حملة تنظيفية كبيرة لجبل السماء، قام مركز غلين نفيس بتنفيذ نظام الضرائب للمجموعات التي تصعد إلى القمة .

## ثقافة المجتمع

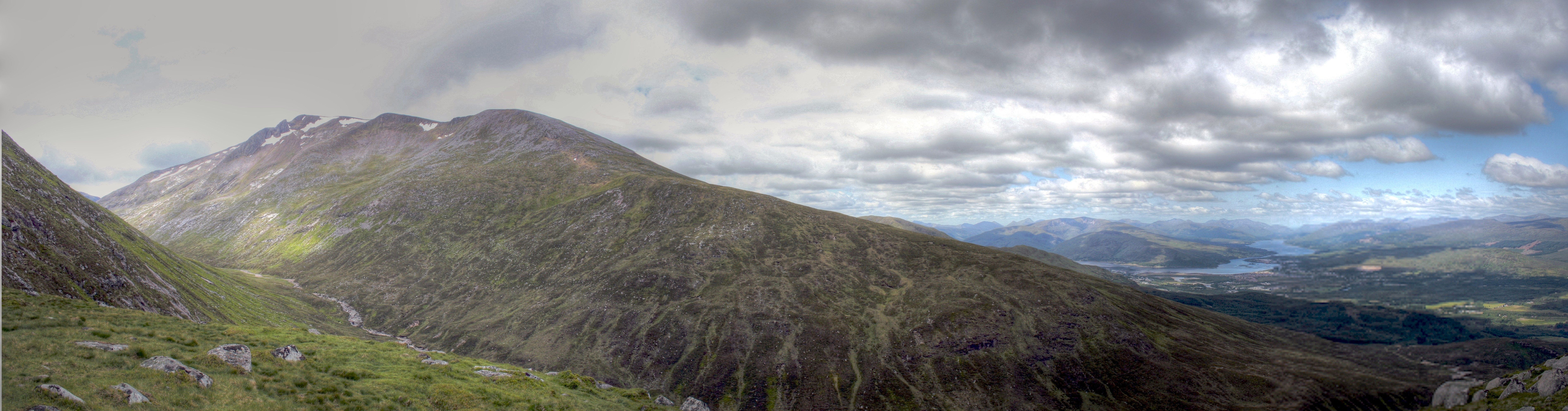
صورة لبن نفيس مع مدينة فورت ويليام

يقال إذا تساقطت الثلوج في جبل السماء لمدة يوم واحد حتى تختفي قمتها .يصبح جبل السماء لها خاصية التاج.
جبل السماء أيضا هي علامة تجارية لشراب الشعير المقطر الموجود على سفح الجبل على حافة جسر فكتوريا شمال مدينة فورت ويليام .
تاسست عام 1825 من طرف John McDonald ، معروفة باسم لونغ جون، وهي واحدة من اقدم المؤسسات المرخصة باسكتلندا  ولها وجهة سياحية بشعبية كبيرة في المدينة، الماء الذي يستعمل لصناعة شراب الويسكي ماخوذ من مياه نهر Allt a' Mhuilinn الموجود في المنحدر الشمالي لجبل السماء.